# Use Me (canción de Bill Withers)
«Use Me» es una canción compuesta y grabada originalmente por Bill Withers, incluida en su álbum de 1972 Still Bill. Publicado en septiembre de 1972, fue su segundo mayor éxito en Estados Unidos al llegar al n.º 2 en la lista del Billboard Hot 100. «Use Me» también llegó al número 2 en la lista del soul durante dos semanas. Withers interpretó la canción en el programa de televisión estadounidense Soul Train el 4 de noviembre de 1972. Billboard clasificó la canción como la n.º 78 de 1972. La canción fue certificada oro por la RIAA. La canción se caracteriza por sus repetidos toques de bajo junto a un ritmo complejo en la percusión.

## Contenido
El cantante se queja de los consejos de los amigos, que parecen «arrogarse el deber» de convencerle de que abandone su relación romántica que ellos ven como de un solo lado, en la cual la otra persona lo está «usando». Pero este no duda en querer que las cosas continúen igual, ya que le es suficientemente agradable ser «usado» de esa manera y que sería muy grato si se le llegara a «usar completamente».
El cantante sigue con la descripción de cómo llega a contarle el asunto a un pariente suyo, a lo que este le insta a que no se deje «pisar», que a la envidia de las circunstancias del cantante le seguiría una de comprensión real sobre su romance.
El cantante admite que algunos de los comportamientos de la amante son abusivos, por ejemplo, desairarle cuando está con los de estatus más alto. Por último, cuando la canción se va desvaneciendo, el cantante admite ser utilizado, pero dice que «no es tan malo cómo me estás utilizando, porque lo cierto es que te estoy usando para hacer las cosas que tú estás haciendo».

## Otras versiones
La versión de Grace Jones fue grabada para su álbum Nightclubbing. Se extrajo como cuarto sencillo promocional del álbum en versión de vinilo de 7" en Estados Unidos, pero no tuvo lanzamiento comercial.
Se publicó una remezcla extendida de la canción en 1998, y fue agregada al álbum recopilatorio de Island Records Private Life: The Compass Point Sessions.

### Lista de canciones
- US 7" sencillo (1981) IS49776

1. «Use Me» (Editada) - 3:41
2. «Feel Up»

- US 7" promo (1981) IS49776

1. «Use Me» (Editada/Estéreo) - 3:41
2. «Use Me» (Editada/Mono) - 3:41